# Cazón (Buenos Aires)
Cazón el pueblo del millón de árboles es una localidad de la provincia de Buenos Aires, Argentina, perteneciente al partido de Saladillo.
Se encuentra 15 km al noreste de la ciudad de Saladillo.
Se accede por la Ruta Nacional 205 (km 171)y acceso Gobernador Dr. Alejandro Armendaríz, y por la red ferroviaria de la Línea General Roca a través de su estación Cazón.
Cazón posee uno de los viveros más importantes del país, el vivero municipal Eduardo L. Holmberg, el cual cuenta con 210 hectáreas en donde se producen diversas especies de árboles. Funciona dentro del Vivero la escuela de educación secundaria agropecuaria N.º 1 Ing. Agr. Horacio Giberti, el jardín de infantes Nidito Alegre, la Base de Campamento y las Caballerizas para el Endurance, entre otras cosas.
En el mes de octubre se realiza la EXPO VIVERO, exposición anual de viveristas a la cual concurren miles de personas.

## Población
Cuenta con 209 habitantes (Indec, 2010), lo que representa un descenso del 13% frente a los 240 habitantes (Indec, 2001) del censo anterior.
| Gráfica de evolución demográfica de Cazón entre 1991 y 2010 |
|                                                             |
| Fuente: Censos nacionales del INDEC                         |

Web oficial: http://cazonelpueblodelmillondearboles.blogspot.com.ar/